# 브리하스파티
브리하스파티(산스크리트어: बृहस्पति)는 힌두교의 리시로, 신들의 스승인 동시에 목성의 신이다.

## 신화
고대 힌두교의 성전인 리그베다에서 브리하스파티는 신자들을 번창하게 하며 설교로 땅 위의 강함과 버팀목이 되주는 탁월한 지혜를 지닌 리시로 묘사된다.

## 같이 보기
- 나바그라하
- 제우스